# ماری کوریدون
ماری کوریدون (به انگلیسی: Marie Corridon) (زادهٔ ۵ فوریهٔ ۱۹۳۰) شناگر اهل ایالات متحده آمریکا است.